# Volo Japan Air Lines 301
Lo schianto del volo Japan Air Lines 301 fu un incidente che coinvolse un Martin 2-0-2 della compagnia aerea giapponese Japan Air Lines sul monte Mihara, isola di Izu Ōshima, Giappone il 9 aprile 1952, uccidendo tutte le 37 persone a bordo.

## L'incidente

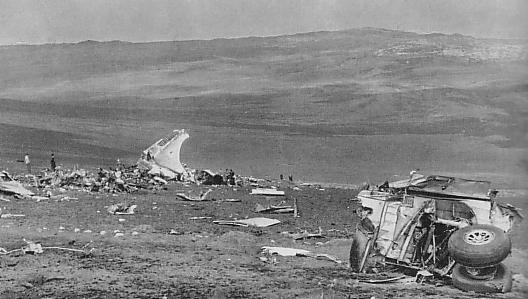
I resti del volo 301 sul luogo dell'incidente.

Il volo 301 decollò dall'aeroporto di Tokyo-Haneda a Tokyo, la mattina del 9 aprile 1952, con un volo di linea diretto all'aeroporto di Fukuoka a Fukuoka, con scalo all'aeroporto di Itami. L'aereo trasportava 4 membri d'equipaggio e 33 passeggeri. Mentre il volo 301 navigava a circa 62 miglia (100 km) a sud di Tokyo in condizioni meteorologiche marginali, l'aereo si schiantò contro il pendio del monte Mihara a Izu Ōshima alle 8:07. Il relitto dell'aereo fu scoperto diverse ore dopo l'incidente, determinando che nessuna delle 37 persone a bordo era sopravvissuta.

## L'aereo
Il Martin 2-0-2 coinvolto, registrato N93043 e denominato Mokusei-go (もく星号, Jupiter), fu costruito nel 1947 e noleggiato dalla Northwest Airlines alla Japan Air Lines al momento dell'incidente.

## Conseguenze
L'aereo andò distrutto nell'incidente, mentre tutti i 37 occupanti del volo morirono. Un'indagine sull'incidente da parte del comitato d'inchiesta sugli incidenti aerei del governo giapponese fu ostacolata dalle autorità d'occupazione americane a causa del loro rifiuto di fornire una registrazione su nastro delle conversazioni tra il controllo del traffico aereo dell'aeroporto di Haneda e il volo 301. Oltre al fatto che il Martin non era dotato né di un registratore di suoni né di un registratore dei dati di volo in cabina di pilotaggio, non fu possibile determinare la causa esatta dell'incidente. Il comitato propose che l'unica prova in loro possesso, ovvero che l'aereo aveva deviato dalla sua rotta originale, suggerisse come causa dell'incidente un errore di navigazione da parte dei piloti del volo 301.